# 德理固
阿瑟·德理固（法語：Arthur Tricou，1836年？月？日—？年？月？日），是法国的外交官，曾担任驻埃及公使、驻日本公使、驻清朝代理公使。1883年6月6日，他抵达上海，会晤李鸿章。6月8日，与李鸿章就越南问题谈判，德理固以法越《甲戌条约》为依据否认越南为中国属邦，决定用兵越南。6月17日，德理固诘问李鸿章，中国是否在或明或暗的帮助越南，要求李鸿章写下书面文字表示不会插手越南事务。7月1日，德理固打算以武力威胁，表示即使与中国开战，亦在所不惜。9月19日，李鸿章设宴款待。10月30日，离职返回法国。